# Оленегірськ (Якутія)
Оленегірськ (рос. Оленегорск) — село Аллаїховського улусу, Республіки Саха Росії. Входить до складу Юкагірського наслегу.
Населення — 254 особи (2015 рік).